# ISOP - Italian Series of Poker
L'ISOP - Italian Series of Poker™ è una serie italiana di tornei riconosciuta come Campionati Italiani di poker che si giocano in modalità torneo sportivo. Sono note per la particolare attenzione prestata nel preservare la natura sportiva del gioco. 
Il torneo più importante è il Main Event, che viene giocato nella specialità del poker Texas hold 'em nella variante senza limiti e assegna convenzionalmente il titolo di campione italiano. Al giocatore vincitore di ogni torneo viene assegnato un premio in denaro e un bracciale delle ISOP.

## Storia

### Il progetto ISOP
L'idea di creare una manifestazione che potesse essere il Campionato Italiano di poker nasce dall'intuizione di una coppia di italiani in viaggio di nozze nel 2007 a Las Vegas, dove avendo visto una sala da poker affollata di giocatori, ha pensato di adattare quel modello per portarlo in Italia. Questo progetto è partito nel 2009 quando venne presentato ai Casinò Italiani. Il primo a dimostrare interesse fu il Casinò di Venezia e l'allora Direttore Generale Carlo Pagan, ma le elezioni del 2010 e il cambio della direzione della casa da gioco non resero possibile la realizzazione della prima edizione. Dopo un lungo pellegrinaggio tra le diverse Case da gioco Italiane, la prima edizione assoluta (denominata "Anno zero"), venne disputata nel mese di giugno 2011 al Casinò Perla sito a Nova Gorica con l'allora direttore Marco Jelen e il Tournament Director Bojan Hrovatin.

## La serie di tornei di Poker

### Partecipazione alle Italian Series of Poker
Chiunque può prendere parte ai tornei, dai quali scaturiscono diverse classifiche in base ai risultati nelle varie specialità di gioco. Le classifiche vengono stilate sulla base dei risultati e della tipologia dei tornei effettuati, al fine di selezionare l'Italian Poker Team, una squadra eterogenea dove prevale l'aspetto sportivo e aggregativo il cui fine è la partecipazione alle World Series of Poker.
I vincitori di ogni evento ricevono un premio in denaro proporzionale al numero degli iscritti, la medaglia e l'ambìto bracciale, che rappresenta formalmente anche il titolo di Campione italiano.

### Gli eventi preliminari
Durante i Campionati Italiani sono presenti competizioni aggiuntive all'evento principale, denominati eventi preliminari o side events. Essi vengono suddivisi per specialità e varianti di gioco che attraggono giocatori di caratura internazionale. Tra i 'variantisti' italiani più noti partecipanti alle ISOP, si citano: Michele Limongi, Carlo Braccini e Matteo Crapanzano.

### Gli eventi speciali
Gli eventi speciali sono quelli riservati a categorie particolariː Ladies, Interforze, Giornalisti, mentre il torneo esclusivo viene riservato solamente per i Campioni di un qualsiasi evento passato, ovvero, i possessori di almeno un bracciale ISOP. Questo torneo è denominatoː Italian Series of Poker Tournament of Champions.

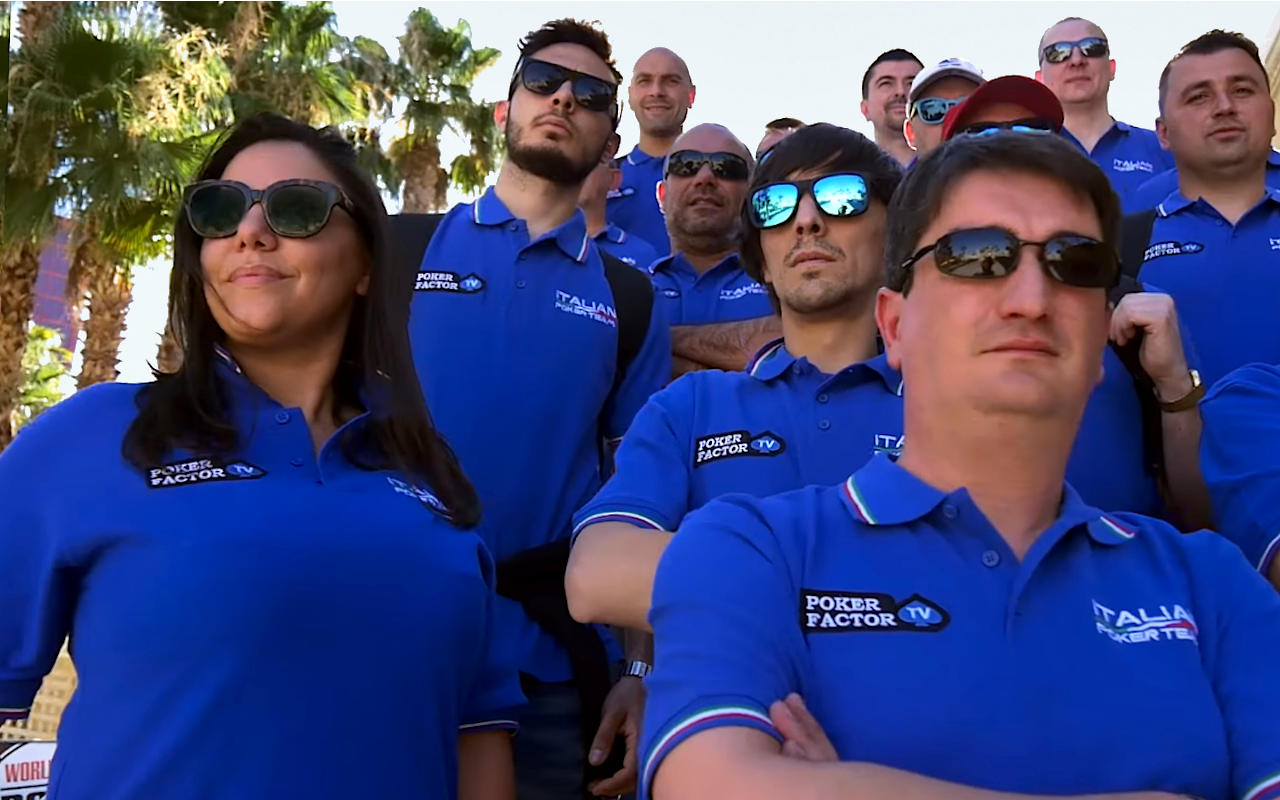
Parte dell'Italian Poker Team alle Worlld Series of Poker del 2017.

### I tornei satellite
I tornei satellite hanno quote d'iscrizione molto contenute, al fine di concedere una chance a giocatori con possibilità economiche ridotte per garantirsi un posto insieme ai 'PRO' presenti all'evento principale: il Main Event dell'Italian Series of Poker.

### Il Main event
I Campionati Italiani delle ISOP culminano con il "Main Event", il torneo principale dove partecipano i migliori giocatori italiani e stranieri di texas hold'em. Tra i partecipanti che si sono distinti, si citano alcuni campioni che hanno partecipato con successo, quali Dario Sammartino, Salvatore Bonavena, Alessio Isaia, Filippo Candio  e Claudio Di Giacomo.
Notaː Nel caso in cui il vincitore di un torneo non sia di nazionalità italiana, il titolo di Campione Italiano viene attribuito al successivo giocatore italiano.

## Vincitori del Main Event
Elenco dei vincitori dei Campionati Italiani di poker delle ISOPː
| Anno        | Edizione | Vincitore          | Secondo             | Terzo                | Montepremi |
| ----------- | -------- | ------------------ | ------------------- | -------------------- | ---------- |
| 2025        | 15ª      | Michael Uguccioni  | Andrea Benelli      | Ivan Siljeborg       | € 161.050  |
| 2024        | 14ª      | Paolo Fantini      | Martin Ehrensperger | Domenico Battista    | € 165.200  |
| 2023        | 13ª      | Albano Fedele      | Salvatore Saracino  | Attilio Gatta        | € 195.300  |
| 2022        | 12ª      | Italo Modena       | Izet Osmanović      | Alessandro Nannini   | € 133.650  |
| 2021        | 11ª      | Romano Ravaioli    | Adam Kharman        | Emanuele Onnis       | € 117.450  |
| 2019        | 10ª      | Fausto Tantillo    | Attilio Fossati     | Claudio di Giacomo   | € 127.501  |
| 2018        | 9ª       | Simon Mertlitsch   | Roberto Riggio      | Virgilio di Cicco    | € 105,897  |
| 2017        | 8ª       | Nicola Benedetto   | Giuseppe Contursi   | Gabriele Lepore      | € 113.744  |
| 2016        | 7ª       | Alexander Meoni    | Andrea Iocco        | Marcello Miniucchi   | € 157.568  |
| 2015        | 6ª       | David Urban        | David Bravin        | Domenico Postiglione | € 158.976  |
| 2014        | 5ª       | Salvatore Bonavena | Marcello Miniucchi  | Antonio Di Nardo     | € 116.906  |
| 2013        | 4ª       | Daniele Sottile    | Filippo Etna        | Claudio Pollin       | € 141.120  |
| 2012        | 3ª       | Stefano Bertoldi   | Simo Raikkonen      | Daniele Guidetti     | € 70.560   |
| 2011        | 2ª       | Cristiano Guerra   | Francesco Esposito  | Dario Sammartino     | € 107.910  |
| 2011 Anno 0 | 1ª       | Flavio Favilli     | Alessandro Scermino | Enzo Sciola          | € 190.000  |

## Risultati dei Campionati Italiani
- Italian Series of Poker 2025 - Edizione 15
- Italian Series of Poker 2024 - Edizione 14
- Italian Series of Poker 2023 - Edizione 13
- Italian Series of Poker 2022 - Edizione 12
- Italian Series of Poker 2021 - Edizione 11
- Italian Series of Poker 2020 - Edizione non disputata
- Italian Series of Poker 2019 - Edizione 10
- Italian Series of Poker 2018 - Edizione 9
- Italian Series of Poker 2017 - Edizione 8
- Italian Series of Poker 2016 - Edizione 7
- Italian Series of Poker 2015 - Edizione 6
- Italian Series of Poker 2014 - Edizione 5
- Italian Series of Poker 2013 - Edizione 4
- Italian Series of Poker 2012 - Edizione 3
- Italian Series of Poker 2011 - Edizione 2
- Italian Series of Poker 2011 - Edizione 1 (Anno zero)